# Requisito não funcional
Requisitos não funcionais são os requisitos relacionados ao uso da aplicação em termos de desempenho, usabilidade, confiabilidade, segurança, disponibilidade, manutenção e tecnologias envolvidas. Estes requisitos dizem respeito a como as funcionalidades serão entregues ao usuário do software.
'Requisitos Não funcionais'
- Demonstram qualidade acerca dos serviços ou funções disponibilizadas pelo sistema. Ex.: tempo, o processo de desenvolvimento, padrões, etc.
- Surgem conforme a necessidade dos usuários, em razão de orçamento e outros fatores.
- Podem estar relacionados à confiabilidade, tempo de resposta e espaço nas mídias de armazenamento disponíveis.
- Caso ocorra falha do não atendimento a um requisito não funcional, poderá tornar todo o sistema ineficaz. Ex.: requisito confiabilidade  em um sistema de controle de voos.

Classificação dos Requisitos Não Funcionais
- Requisitos de produtos: Requisitos que especificam o comportamento do produto.Ex. portabilidade; tempo na execução; confiabilidade, mobilidade, etc. 
  - Requisitos de usabilidade (facilidade de uso). Ex.: usuários deverão operar o sistema após um determinado tempo de treinamento.
  - Requisitos de eficiência. Ex.: o sistema deverá processar n requisições por um determinado tempo.
  - Requisitos de confiabilidade. Ex.: o sistema deverá ter alta disponibilidade, p.exemplo, 99% do tempo.
  - Requisitos de portabilidade. Ex.: o sistema deverá executar em qualquer plataforma.
- Requisitos organizacionais: Requisitos decorrentes de políticas e procedimentos corporativos. Ex. padrões, infraestrutura,etc. 
  - Requisitos de entrega. Ex.: um relatório de acompanhamento deverá ser fornecido toda segunda-feira.
  - Requisitos de implementação. Ex.: o sistema deverá ser desenvolvido na linguagem Java.
  - Requisitos de padrões. Ex.: uso de programação orientada a objeto sob a plataforma A.
- Requisitos externos: Requisitos decorrentes de fatores externos ao sistema e ao processo de desenvolvimento. Ex. requisitos de interoperabilidade, legislação,localização geográfica etc. 
  - Requisitos de interoperabilidade. Ex.: o sistema deverá se comunicar com o banco SQL Server.
  - Requisitos éticos. Ex.: o sistema não apresentará aos usuários quaisquer dados de cunho privativo.
  - Requisitos legais. Ex.: o sistema deverá atender às normas legais, tais como padrões, leis, etc.